# 石渡哲彦
石渡 哲彦（いしわた てつひこ、1947年 - ）は、日本の地方公務員。千葉県副知事を経て、社会福祉法人千葉県社会福祉協議会会長。瑞宝中綬章受章。

## 人物・経歴
千葉県市原市姉崎生まれ。市原市立姉崎小学校、市原市立姉崎中学校を経て、1966年千葉県立木更津高等学校卒業。1970年中央大学経済学部卒業、千葉県入庁。財政課長、環境生活部長、総合企画部長を経て、2007年退職、成田国際空港株式会社常勤監査役。2009年千葉県副知事。2013年に千葉県副知事任期満了退任後、株式会社千葉銀行顧問、市原青年経済人交流会顧問、社会福祉法人千葉県社会福祉協議会会長、公益財団法人千葉日報福祉事業団理事等を歴任した。

## 栄典
- 2017年 秋の叙勲で地方自治功労により瑞宝中綬章を受章[8]